# Elizabeth (Vorname)
Elizabeth ist ein weiblicher Vorname.

## Herkunft und Bedeutung
Elizabeth ist die englische Schreibweise des Vornamens Elisabeth.

## Namensträgerinnen

### Elizabeth

#### A
- Elizabeth Anscombe (1919–2001), britische Philosophin

#### B
- Elizabeth Banks (* 1974), US-amerikanische Schauspielerin, Filmproduzentin und -regisseurin
- Élizabeth Bourgine (* 1957), französische Filmschauspielerin
- Elizabeth Bowes-Lyon (Queen Elizabeth; 1900–2002), britische Königin und Mutter der Königin Elisabeth II.

#### C
- Elizabeth Coffin (1850–1930), US-amerikanische Künstlerin, Pädagogin und Philanthropin
- Elizabeth J. Cron (* 1988), US-amerikanische Schauspielerin, Filmproduzentin und Model

#### D
- Elizabeth Debicki (* 1990), australische Schauspielerin
- Elizabeth Deignan (* 1988), britische Radrennfahrerin
- Elizabeth Deirdre Doocey, Baroness Doocey (* 1948), britische Politikerin der Liberal Democrats
- Elizabeth DeLoughrey (* 1967), US-amerikanische Anglistin
- Elizabeth Dennehy (* 1960), US-amerikanische Schauspielerin
- Elizabeth Despenser, englische Adlige
- Elizabeth Devine (* 1961), US-amerikanische Forensikerin
- Elizabeth Diller (* 1954), US-amerikanische Architektin
- Elizabeth Dole (* 1936), amerikanische Politikerin
- Elizabeth Donley (* 1970), US-amerikanische Physikerin

#### E
- Elizabeth Evatt (* 1933), australische Juristin

#### F
- Elizabeth Francis (1909–2024), US-amerikanische Supercentenarian
- Elizabeth Fraser (* 1963), schottische Pop-Sängerin

#### G
- Elizabeth George (* 1949), US-amerikanische Autorin von Kriminalromanen

#### H
- Elizabeth Haffenden (1906–1976), britische Kostümbildnerin
- Elizabeth Halbauer (* 1997), US-amerikanische Tennisspielerin
- Elizabeth Hamilton (1753–1797), britische Adlige, siehe Elizabeth Smith-Stanley, Countess of Derby
- Elizabeth Hamilton (1756–1816), britische Schriftstellerin
- Elizabeth Douglas-Hamilton (≈1657–1733), englische Adlige, Mätresse von König William III., siehe Elizabeth Villiers
- Elizabeth Schuyler Hamilton (1757–1854), amerikanische Philanthropin
- Elizabeth Hand (* 1957), US-amerikanische Science-Fiction- und Fantasy-Autorin
- Elizabeth Hanson (1684–1737), neuenglische Quäkerin, Entführungsopfer durch Indianer
- Elizabeth Haran (* 1954), australische Schriftstellerin
- Elizabeth Hardwick (1916–2007), US-amerikanische Literaturkritikerin und Schriftstellerin
- Elizabeth Hargrave, US-amerikanische Spieleautorin
- Elizabeth Eden Harris (* 1997), US-amerikanische Rapperin, bekannt als CupcakKe
- Elizabeth Harrower (1928–2020), australische Schriftstellerin
- Elizabeth Hart Jarvis Colt (1826–1905), US-amerikanische Philanthropin, Ehefrau von Samuel Colt
- Elizabeth Hartman (1943–1987), US-amerikanische Schauspielerin
- Elizabeth Harvey (* 1957), britische Historikerin
- Elizabeth Harwood (1938–1990), britische Opernsängerin (Sopran)
- Elizabeth Hawker (* 1976), britische Berg- und Ultramarathonläuferin
- Elizabeth Hawley (1923–2018), US-amerikanische Journalistin und Chronistin von Himalaya-Expeditionen
- Elizabeth Hawthorne (* 1947), neuseeländische Theater- und Filmschauspielerin
- Elizabeth Hay, Countess of Erroll (1801–1856), uneheliche Tochter von König William IV. und Dorothy Jordan
- Elizabeth Haydon (* 1965), US-amerikanische Fantasy-Autorin
- Elizabeth Haysom (* 1964), kanadische Mörderin
- Elizabeth Haywood (1773–1836), englische Strafgefangene
- Elizabeth Hazelton Haight (1872–1964), US-amerikanische Klassische Philologin
- Elizabeth Hendrickson (* 1979), US-amerikanische Schauspielerin
- Elizabeth Henstridge (* 1987), britische Schauspielerin
- Elizabeth Herbert (1822–1911), britische Philanthropin und Schriftstellerin
- Elizabeth Hervey (1758–1824), britische Adlige
- Elizabeth Hill (1901–1978), US-amerikanische Drehbuchautorin
- Elizabeth Hillman, britische Bioingenieurin
- Elizabeth Hirschfelder (1902–2002), US-amerikanische Mathematikerin und Hochschullehrerin
- Elizabeth Ho (* 1983), US-amerikanische Schauspielerin
- Elizabeth Hoffman (Schauspielerin) (1926–2023), US-amerikanische Schauspielerin
- Elizabeth Hoffman (Ökonomin) (* 1946), US-amerikanische Ökonomin
- Elizabeth Holloway Marston (1893–1993), US-amerikanische Psychologin
- Elizabeth Holmes (* 1984), US-amerikanische Unternehmerin und Hochstaplerin im Bereich Biotechnologie
- Elizabeth Holtzman (* 1941), US-amerikanische Politikerin
- Elizabeth Hubbard (1933–2023), US-amerikanische Schauspielerin
- Elizabeth Huett (* 1987), US-amerikanische Schauspielerin und Sängerin
- Elizabeth Hurley (* 1965), britische Schauspielerin, Produzentin und Model

#### I
- Elizabeth Inchbald (1753–1821), englische Schriftstellerin
- Elizabeth Inglis (1913–2007), britische Schauspielerin

#### J
- Elizabeth Jagger (* 1984), britisches Fotomodell
- Elizabeth Jeffreys (1941–2023), britische Byzantinistin und Neogräzistin
- Elizabeth Jenkins (1905–2010), englische Schriftstellerin
- Elizabeth Jimie (* 1992), malaysische Wasserspringerin
- Elizabeth Johnson (* 1941), US-amerikanische römisch-katholische Theologin
- Elizabeth Jolley (1923–2007), australische Schriftstellerin

#### K
- Elizabeth Kaeton, Evangelistin, anglikanische Priesterin und Pfarrerin der St. Paul's-Gemeinde in Chatham (New Jersey) in den USA
- Elizabeth Keckley (1818–1907), US-amerikanische Schneiderin und Autorin
- Elizabeth Kee (1895–1975), US-amerikanische Politikerin
- Elizabeth Kendall (* 1945), US-amerikanische Autorin
- Elizabeth Kendall (* 1971), britische Politikerin
- Elizabeth Kenny (1880–1952), australische Krankenschwester
- Elizabeth King Ellicott (1858–1914), US-amerikanische Suffragistin und Philanthropin
- Elizabeth Kingdon (1928–2021), US-amerikanische Opernsängerin (Sopran)
- Elizabeth Klarer (1910–1994), südafrikanische Frau, angeblich von Außerirdischen entführt
- Elizabeth Kolbert (* 1961), US-amerikanische Journalistin und Schriftstellerin
- Elizabeth Kortright Monroe (1768–1830), US-amerikanische First Lady
- Elizabeth Kostova (* 1964), US-amerikanische Schriftstellerin

#### L
- Elizabeth Lack (1916–2015), britische Ornithologin
- Elizabeth Lail (* 1992), US-amerikanische Schauspielerin
- Elizabeth Laird (* 1943), britische Schriftstellerin
- Elizabeth Langdon Williams (1879–1981), US-amerikanische Mathematikerin, Physikerin und Astronomin
- Elizabeth Lapovsky Kennedy (* 1939), US-amerikanische Autorin, Frauenrechtlerin und Amerikanist
- Elizabeth Latief (* 1963), indonesische Badmintonspielerin
- Elizabeth LeStourgeon (1880–1971), US-amerikanische Mathematikerin und Hochschullehrerin
- Elizabeth Letts (* 1961), US-amerikanische Schriftstellerin und Sachbuchautorin
- Elizabeth Linington (1921–1988), US-amerikanische Krimischriftstellerin
- Elizabeth Loftus (* 1944), US-amerikanische Psychologin und Hochschullehrerin
- Elizabeth Lucar (1510–1537), englische Kaufmannsfrau und Kalligraphin
- Elizabeth Lyles (* 1978), US-amerikanische Triathletin
- Elizabeth Lynne (* 1948), britische Politikerin (Lib Dems), Mitglied des House of Commons, MdEP

#### M
- Elizabeth MacNicol (1869–1904), schottische Malerin
- Elizabeth Maconchy (1907–1994), englische Komponistin
- Elizabeth Mafekeng (1918–2009), südafrikanische Anti-Apartheids-Aktivistin und Gewerkschaftsführerin
- Elizabeth Maloney (* 1984), kanadische Beachvolleyballspielerin
- Elizabeth Mandlik (* 2001), US-amerikanische Tennisspielerin
- Elizabeth Manley (* 1965), kanadische Eiskunstläuferin
- Elizabeth Marshall Thomas (* 1931), US-amerikanische Sozialwissenschaftlerin und Schriftstellerin
- Elizabeth Marvel (* 1969), US-amerikanische Schauspielerin
- Elizabeth Masakayan (* 1964), US-amerikanische Volleyball- und Beachvolleyballspielerin
- Elizabeth Masson (1806–1865), britische Sängerin und Komponistin
- Elizabeth May (* 1954), kanadische Politikerin und Rechtsanwältin
- Elizabeth May (* 1983), luxemburgische Triathletin
- Elizabeth McBride (1955–1997), US-amerikanische Kostümdesignerin
- Elizabeth McCagg (* 1967), US-amerikanische Ruderin
- Elizabeth McCombs (1873–1935), neuseeländische Politikerin und die erste Frau, in Neuseeland in das House of Representatives gewählt wurde
- Elizabeth McCracken (* 1966), US-amerikanische Schriftstellerin
- Elizabeth McGovern (* 1961), US-amerikanische Schauspielerin
- Elizabeth McIntyre (* 1965), US-amerikanische Freestyle-Skierin
- Elizabeth McLaughlin (* 1993), US-amerikanische Schauspielerin
- Elizabeth McMahon (* 1993), US-amerikanische Volleyballspielerin
- Elizabeth Meehan (1894–1967), britische Drehbuchautorin
- Elizabeth Meehan (1947–2018), britische Politikwissenschaftlerin
- Elizabeth Meriwether (* 1981), US-amerikanische Dramatikerin, Drehbuchautorin und Fernsehproduzentin
- Elizabeth Miles (* 1955), US-amerikanische Ruderin
- Elizabeth Minchin, australische Klassische Philologin
- Elizabeth Mincoff-Marriage (1874–1952), britische Volksliedforscherin
- Elizabeth Minter (* 1965), australische Tennisspielerin
- Elizabeth Mitchell (* 1970), US-amerikanische Schauspielerin
- Elizabeth Maria Molteno (1852–1927), südafrikanische Bürgerrechtlerin
- Elizabeth Mongudhi (* 1970), namibische Langstreckenläuferin
- Elizabeth Montagu (1718–1800), englische Salondame, Schriftstellerin und Mäzenin
- Elizabeth Montgomery (1933–1995), US-amerikanische Film- und Fernsehschauspielerin
- Elizabeth Moon (* 1945), US-amerikanische SF- und Fantasy-Autorin
- Elizabeth Morton (* 1961), britische Schauspielerin und Drehbuchautorin
- Elizabeth Müller (1926–2010), brasilianische Hochspringerin, Weitspringerin, Sprinterin und Kugelstoßerin
- Elizabeth Murray (1940–2007), US-amerikanische Künstlerin
- Elizabeth Murray (* 1980), US-amerikanische Motivationstrainerin und Autorin

#### N
- Elizabeth Nourse (1859–1938), US-amerikanische Malerin, Bildhauerin und Designerin

#### O
- Elizabeth Olsen (* 1989), US-amerikanische Schauspielerin
- Elizabeth Otto (* 1970), US-amerikanische Kunsthistorikerin

#### P
- Elizabeth Pakenham, Countess of Longford (1906–2002), britische Historikerin und Schriftstellerin
- Elizabeth Panzer, US-amerikanische Jazz-Harfenistin
- Elizabeth Parcells (1951–2005), US-amerikanische Opernsängerin (Sopran)
- Elizabeth P. Peabody (1804–1894), US-amerikanische Schriftstellerin und Pädagogin

#### R
- Elizabeth Rosner (* 1959), US-amerikanische Schriftstellerin
- Forrestina Elizabeth Ross (1860–1936), neuseeländische Journalistin und Bergsteigerin

#### S
- Elizabeth Sombart (* 1958), französische Pianistin, Musikerin und auch Schauspielerin
- Elizabeth Swaney (* 1984), amerikanisch-ungarische Freestyle-Skierin

#### T
- Elizabeth Taylor (1932–2011), britisch-amerikanische Schauspielerin
- Elizabeth Teissier (* 1938), schweizerisch-französische Astrologin
- Elizabeth Thomas (1907–1986), US-amerikanische Ägyptologin
- Elizabeth Thomas (* 1946), gambische Politikerin und Misswahl-Gewinnerin, siehe Elizabeth Renner
- Elizabeth Marshall Thomas (* 1931), US-amerikanische Ethnologin und Autorin
- Elizabeth Thompson (1846–1933), britische Schlachtenmalerin
- Elizabeth Threatt (1926–1993), US-amerikanisches Model
- Elizabeth Throckmorton (1565–1647), Hofdame und Ehefrau Walter Raleighs
- Elizabeth Tollet (1694–1754), britische Mathematikerin und Dichterin
- Elizabeth Trahan (1924–2009), US-amerikanische Literaturwissenschaftlerin
- Elizabeth Truss (* 1975), britische Politikerin (Conservative Party), siehe Liz Truss

#### U
- Elizabeth Uber (1906–1983), englische Badminton- und Tennisspielerin

#### V
- Elizabeth Vesey (1715–1791), Mitbegründerin der Blaustrümpfe
- Elizabeth Villiers († 1733), englische Adlige und Mätresse von König Wilhelm III. von England
- Elizabeth Visser (1908–1987), niederländische Althistorikerin und Hochschullehrerin

#### W
- Elizabeth Warren (* 1949), US-amerikanische Juristin und Politikerin (Demokratische Partei)

#### Y
- Elizabeth Yarnold (* 1988), britische Skeletonsportlerin

#### Z
- Elizabeth Zachariadou (1931–2018), griechische Historikerin
- Elizabeth Zharoff (* 1986), US-amerikanische Opernsängerin und Webvideoproduzentin

### Beth
- Beth Allen (* 1984), neuseeländische Schauspielerin
- Beth Anders (* 1951), US-amerikanische Hockeyspielerin
- Beth Anderson (* 1950), US-amerikanische Komponistin
- Beth Behrs (* 1985), US-amerikanische Schauspielerin
- Beth Bonner (1952–1998), US-amerikanische Langstreckenläuferin
- Beth Botsford (* 1981), US-amerikanische Schwimmerin
- Beth Carvalho (1946–2019), brasilianische Sängerin
- Beth Chapman (1967–2019), US-amerikanische Kopfgeldjägerin und Reality-TV-Darstellerin
- Beth Heiden (* 1959), US-amerikanische Eisschnellläuferin und Radsportlerin
- Beth Henley (* 1952), US-amerikanische Schriftstellerin
- Beth Howland (1941–2015), US-amerikanische Schauspielerin
- Beth Littleford (* 1968), US-amerikanische Schauspielerin
- Beth Orton (* 1970), englische Musikerin und Sängerin
- Beth Paxson (* 1960), US-amerikanische Skilangläuferin
- Beth Phoenix (* 1980), US-amerikanische Wrestlerin
- Beth Ross (* 1996), neuseeländische Ruderin
- Beth Slikas (* 1962), US-amerikanische Biologin
- Beth Storry (* 1978), britische Feldhockeyspielerin
- Beth Toussaint (* 1962), US-amerikanische Schauspielerin
- Beth Tweddle (* 1985), britische Kunstturnerin
- Beth Van Duyne (* 1970), US-amerikanische Politikerin (Republikanische Partei)
- Beth Winslet (* 1978), britische Schauspielerin